# Char 2C
O Char 2C (conhecido também como FCM 2C) foi um carro de combate pesado desenvolvido pela França para a Primeira Guerra Mundial. Nunca foi utilizado em combate.
Projetado no final da Primeira Guerra Mundial, foi projetado para participar da grande ofensiva planejada para 1919, este tanque fortemente armados era capaz de transpor trincheiras de até 5,20 M e dar apoio de fogo direto à infantaria. Era um projeto extremamente ambicioso para a capacidade industrial francesa. Foi dada a ordem para o começo de sua fabricação em janeiro de 1918, onde apenas 10 foram fabricados pela Forges Chantiers de la Méditerranée em seus estaleiros a partir de 1919, e foram entregues em 1921.
Com a entrada da França na Segunda Guerra Mundial, oito tanques em serviço dependiam do 511º Regimento de Tanques, que foi dissolvido e agrupados no 51º Batalhão de Tanques sob o comando do Major Fournet, que possuía mais dois desses tanques.
Em 12 de julho de 1940, esses tanques que estavam escondidos na mata de Briey deveriam ser separados: dois deveriam ir para Mainville e outros dois para Piennes. Os outros seis restantes embarcaram na estação de trem em Landres. Na noite de 13/14 de julho esse comboio passou por um bombardeio por parte da Regia Aeronautica Italiana. Em 15 de julho, às 7 da noite, esses tanques tiveram que ser sabotados por sua tripulação para evitar que fossem capturados pelos alemães. Em um desses tanques a carga explosiva falhou e ele acabou por ser capturado pelos alemães e enviado à Berlim, onde foram capturados pelos soviéticos no fim da guerra.

## Referência
- Wikipédia (em inglês)
- Wikipédia (em francês)